# Спутник (премия)
Премия «Спу́тник» (англ. Satellite Award) — ежегодная премия, присуждаемая «Международной пресс-академией». До 9‑й церемонии вручения включительно (23 января 2005 года) премия носила название «Золото́й спу́тник» (англ. Golden Satellite Awards).
Премия была основана в 1996 году в качестве альтернативы премии «Золотой глобус». Ежегодно жюри выдвигает ряд кандидатов в 49 номинациях, аналогичных «Золотому глобусу» и другим наградам.

## Категории премии

### Полнометражные работы
- Лучший фильм
- Лучший режиссёр
- Лучшая мужская роль
- Лучшая женская роль
- Лучшая мужская роль второго плана
- Лучшая женская роль второго плана
- Лучший анимационный фильм
- Лучший фильм на иностранном языке
- Лучшая операторская работа
- Лучший адаптированный сценарий
- Лучший оригинальный сценарий
- Лучший художник-постановщик
- Лучший актёрский состав в кинофильме
- Лучший монтаж
- Лучший дизайн костюмов
- Лучший документальный фильм
- Лучшая музыка к фильму
- Лучшая песня
- Лучший звук
- Лучшие визуальные эффекты

### Телевизионные работы
- Лучшая мужская роль — драма
- Лучшая мужская роль — комедия или мюзикл
- Лучшая мужская роль — мини-сериал или телефильм
- Лучшая женская роль — драма
- Лучшая женская роль — комедия или мюзикл
- Лучшая женская роль — мини-сериал или телефильм
- Лучший актёрский состав в телесериале
- Лучший сериал — драма
- Лучший сериал — комедия или мюзикл
- Лучший мини-сериал или телефильм
- Лучший жанровый сериал (с 2011 года)
- Лучшая мужская роль второго плана — мини-сериал, телесериал или телефильм
- Лучшая женская роль второго плана — мини-сериал, телесериал или телефильм

## Своеобразные рекорды
- Фильмы-лауреаты:
  - 8 — «Мулен Руж!» (из 14 номинаций);
  - 7 — «Титаник» (12);
  - 5 — «Сонная Лощина» (9), «Тонкая красная линия» (8), «Мой парень — псих» (7), «Ford против Ferrari» (10), «Власть пса» (12).

- Фильмы-номинанты:
  - 14 — «Мулен Руж!» (при 8 победах);
  - 13 — «Ла-Ла Ленд» (4), «Белфаст» (2);
  - 12 — «Титаник» (7), «Власть пса» (4);
  - 11 — «Девушки мечты» (4), «Девять» (3), «Начало» (3), «Авиатор» (1), «Призрак Оперы» (0), «Манк» (3), «Звезда родилась» (3), «Дюнкерк» (1);
  - 10 — «Последний самурай» (4), «Отверженные» (4), «Гладиатор» (3), «Флаги наших отцов» (3), «Бёрдмэн» (3), «12 лет рабства» (2), «Ford против Ferrari» (5), «Джокер» (2), «Дюна» (4), «Форма воды» (2), «Топ Ган: Мэверик».